# Flynn Saunders
Flynn Saunders, es un personaje ficticio de la serie de televisión australiana Home and Away, interpretado por el actor Joel McIlroy del 2003 hasta el 13 de febrero de 2006. Anteriormente Flynn había sido interpretado por el actor Martin Dingle Wall del 13 de julio de 2001 al 2002.

## Biografía
Flynn llega por primera vez a la bahía para ayudar a Shelley Sutherland a salir del centro de Sarah McKay como consejera, poco después se revela que Flynn no solo es consejero sino también un médico capacitado.
Casi inmediatamente después de su llegada Flynn comienza a sentirse atraído por Sally Fletcher y durante su primera cita la lleva a un pícnic. Cuando Shauna Bradley intenta coquetearle a Flynn éste la rechaza y cuando su novio Jude Lawson se entera, molesto se sube a su moto y termina estrellándose. Al llegar al hospital, Flynn y la doctora Charlotte Adams trabajan juntos para salvarle la vida en la cirugía y finalmente lo logran.
Cuando su padre John Saunders le dice que su hermana menor Ashley ha desaparecido Flynn decide ir a buscarla. Poco después la encuentra viviendo en la calle y aunque al inicio Ashley se niega a regresar finalmente Flynn logra convencerla.
Poco después Flynn le propone matrimonio a Sally en su salón de clase y ella acepta y finalmente la pareja se casa en el 2003 en una ceremonia realizada por Donald Fisher al aire libre junto a amigos y familiares. En el 2004 la pareja cambia de casa con Beth Hunter y se mudan al Summer Bay House, la casa de la infancia de Sally. Pronto la pareja le da la bienvenida a su hija, Pippa Saunders y luego aceptan cuidar a los jóvenes Ric Dalby y Cassie Turner con quienes crean una relación fuerte.
A finales del 2005 Flynn es diagnosticado con cáncer terminal en la piel el cual se ha extendido a otras áreas de su cuerpo y los médicos le dan sólo tres meses de vida, lo que deja destrozados a Sally, Ric y Cassie. Flynn decide no realizarse la quimioterapia lo que molesta a Sally, poco después le pide a su esposa que lo ayude a quitarse la vida para evitar así el dolor y la humillación de tener una muerte lenta, sin embargo Flynn se da cuenta de que no quiere perder sus últimos días de vida junto a su familia y decide tener una muerte natural.
Cuando Flynn encuentra a la joven Belle Taylor quien se encontraba huyendo esta accidentalmente lo golpea lo que agrava más su estado y lo debilita. Poco después Flynn decide pasar sus últimas horas recordando con Sally, Ric, Cassie y Alf Stewart las fotos y los recuerdos que tuvo durante su estancia en la bahía. Finalmente Flynn decide tener un último baile con su esposa Sally antes de morir en sus brazos, lo que la deja destrozada.